# Roost-Warendin
Roost-Warendin é uma comuna francesa na região administrativa de Altos da França, no departamento do Norte. Estende-se por uma área de 7.16 km². Em 2010 a comuna tinha 6 137 habitantes (densidade: 857,1 hab./km²).